# Innovations- und Gründerzentrum Biotechnologie Martinsried
Das Innovations- und Gründerzentrum Biotechnologie Martinsried (IZB) ist ein Innovationszentrum bzw. Technologiepark südwestlich von München im Planegger Ortsteil Martinsried. Dort werden auf 23.000 m² Labore, Büro- und Produktionsräume sowie weitere Infrastrukturangebote für junge Unternehmen aus dem Bereich Biotechnologie zur Verfügung gestellt. Das IZB in Freising-Weihenstephan bietet seit 2002 auf 3.000 m² optimale Voraussetzungen für Unternehmensgründungen aus dem Bereich Life Sciences. Das IZB beheimatet fast 50 Start-ups mit rund 700 Mitarbeitern.

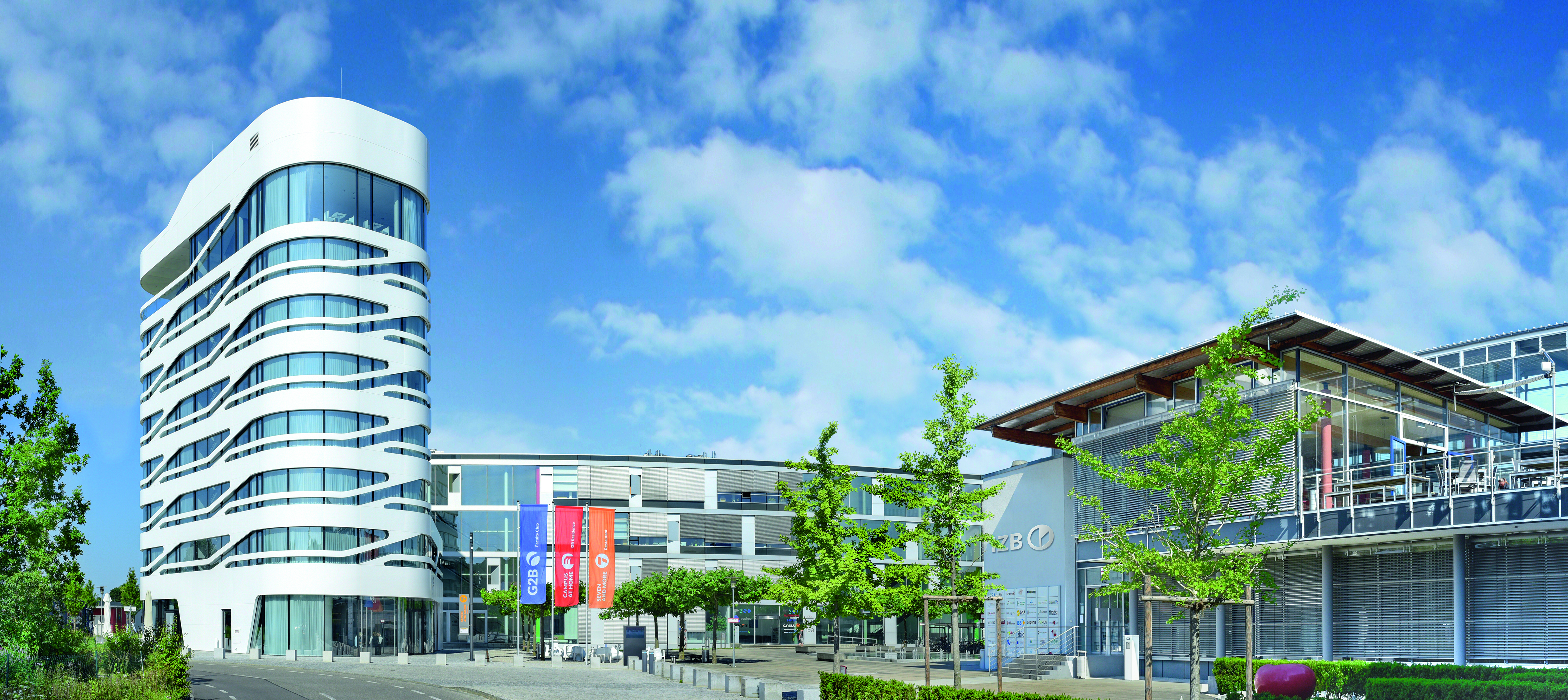
IZB Residence CAMPUS AT HOME (links) und Haupteingang des IZB (rechts) in Martinsried

## Über das Gründerzentrum
Die Fördergesellschaft IZB – Innovations- und Gründerzentrum Biotechnologie mbH ist ein Projekt des Freistaates Bayern und wurde 1995 gegründet, um junge Unternehmen aus dem Bereich Life Science zu unterstützen und in München anzusiedeln. Bisher hat der Freistaat Bayern seit der Gründung circa 78 Mio. Euro in das IZB investiert. Dadurch sind bis zum Jahre 2021 ungefähr 3.000 Arbeitsplätze entstanden.
Die Gesellschafter der Fördergesellschaft IZB mbH sind der Freistaat Bayern (76 %), die Gemeinde Planegg (6 %), der Landkreis München (6 %), die Stadt Freising (6 %) und der Landkreis Freising (6 %). Seit 2024 ist Christian Gnam Geschäftsführer des Innovations- und Gründerzentrum Biotechnologie IZB in Martinsried und Weihenstephan. Zuvor hatte von 1996 bis 2024 Peter Hanns Zobel dieses Amt inne.

## Geschichte
Im November 1993 beauftragte das Bayerische Staatsministerium für Wirtschaft, Verkehr und Technologie die Fraunhofer Management Gesellschaft mit der Konzeption eines Biotechnologiezentrums. Der Wirtschaftsminister Otto Wiesheu, der am 25. April 1995 den Grundstein für das Gründerzentrum legte, versprach sich „von dem Projekt in Martinsried Impulse für [die] Genforschung“.
Im Oktober 1995 wurde das Innovations- und Gründerzentrum Biotechnologie eröffnet und als erste vier Mieter zogen Medigene, Micromet, RD Laboratories und CellControll ein. Mit der Morphosys AG zog im Jahr 1997 eines der heute bedeutendsten deutschen Biotech-Unternehmen in das IZB ein und feierte nur zwei Jahre später den Börsengang. In einer dritten Privatisierungsoffensive 1998 investierte der Freistaat Bayern, nach 1994 und 1996, in Person von Edmund Stoiber, zwei Milliarden Mark in innovative Schlüsseltechnologien und landesweite Infrastruktur. Ziel war es, Bayern in Europa zum High-Tech-Standort Nummer eins zu machen, das Silicon Valley im Partnerstaat Kalifornien als Vorbild für „Gene Valley“ im Würmtal.
Zwischen 1995 und 2002 folgten auf dem Gelände des IZB zwei weitere große Bauabschnitte. Die Folgen – hohe Mieten, wenig Parkplätze, Baumaßnahmen ohne versprochenen Ausgleich sowie die zwischenzeitlich geplante Rodung eines Naherholungsgebietes – sorgten bei der Bevölkerung der Gemeinde Planegg für eine ablehnende Haltung. Auch vor dem Hintergrund des (bis heute) nicht umgesetzten Anschlusses an das Münchner U-Bahn-Netz konnte die lokale Opposition mit der Aussage „Wir brauchen hier keine neuen Arbeitsplätze“ im März 2002 die amtierende CSU-Bürgermeisterin bei der Kommunalwahl schlagen. Im Jahr 2002 eröffnete neben dem IZB auf dem Campus Freising-Weihenstephan auch die knapp 7300 m² große Westerweiterung in Martinsried. Bereits im Jahr 2007 stieß das IZB wieder an seine Kapazitätsgrenzen. Angesichts des konjunkturellen Aufschwungs hegten viele Firmen Expansionspläne, die das Gründerzentrum jedoch nicht mehr befriedigen konnte.

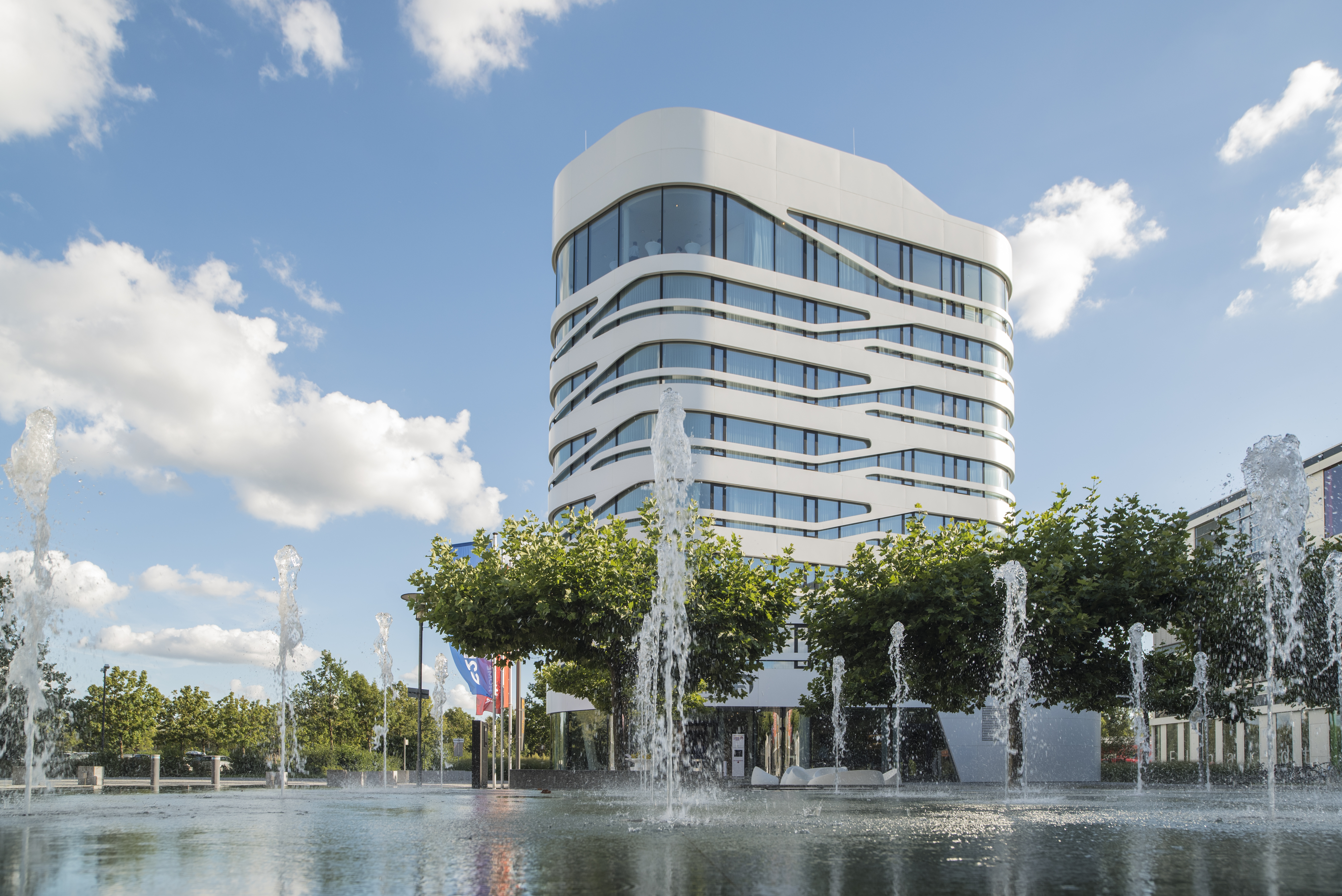
IZB Residence CAMPUS AT HOME auf dem Gelände des IZB

Es dauerte insgesamt sieben Jahre, bis im Jahr 2009, durch den damaligen Wirtschaftsminister Martin Zeil, der Grundstein für den langersehnten Bauabschnitt West 2 gelegt wurde. Zeil sagte in seiner Eröffnungsrede: „Die Biotechnologie in Martinsried blickt heute auf eine imposante Entwicklungsgeschichte, die bei der Gründung des IZB vor nunmehr 14 Jahren keiner hätte vorhersagen können.“ Anfang 2012 wurde im Rahmen der Weiterentwicklung über eine rund 8 Mio. Euro teure Beherbergungsstätte gesprochen, deren Spatenstich im März 2013 und deren Fertigstellung mit Kosten in Höhe von 8,3 Mio. Euro im Oktober 2014 erfolgte. Bayerns Wirtschaftsministerin Ilse Aigner (CSU) bezeichnete bei der Eröffnung der IZB Residence CAMPUS AT HOME das Gesamtkonzept in Martinsried als „einmalig in Europa und auf Augenhöhe mit Forschungseinrichtungen in den USA“.
Als Infrastrukturmaßnahmen für das IZB wurden 2001 das Restaurant/Café Freshmaker und zwei Kindergärten (2002 und 2010) gebaut. Zudem wurde eine Chemieschule (2010) angesiedelt. Im Campus-Hotel steht den IZB-Unternehmen und Multiplikatoren des Campus Martinsried/Großhadern der Faculty Club G2B (Gateway to Biotech) zur Verfügung, der ebenfalls im Oktober 2014 eröffnet wurde.
Die Martinsrieder Start-ups kooperieren seit jeher mit internationalen Pharmafirmen. Allein von 2015 bis 2020 konnten im IZB Deals und Finanzierungen im Wert von über vier Milliarden Euro durchgeführt werden. Sechs Start-ups sind in diesem Zeitraum verkauft worden. 2015 erwarb Baxter International die SuppreMol GmbH, die Behandlungsmöglichkeiten für Autoimmunerkrankungen und Allergien entwickelte, für 200 Millionen Euro. 2016 konnte die 4SC Discovery, die die Software „4Scan“ zur Wirkstoff-Entdeckung und -Optimierung entwickelte, von BionTech Small Molecules für 650.000 Euro erworben worden. Im gleichen Jahr wurde die auf die strukturbasierte Wirkstoffforschung spezialisierte Crelux GmbH vom chinesisch-amerikanischen Unternehmen WuXi AppTec aufgekauft. Der Verkaufserlös wurde nicht genannt. Das amerikanische Pharmaunternehmen MSD kaufte 2017 die Rigontec GmbH für bis zu 464 Millionen Euro. Das Unternehmen entwickelte einen neuartigen Ansatz in der Krebsimmuntherapie, der eine sofortige und langfristige Anti-Tumor-Immunität verspricht. In 2018 wurde die Exesome Diagnostics, ein Entwickler für Liquid Biopsy Tests, vom US-Unternehmen BioTechne für bis zu 575 Millionen US-Dollar übernommen. Auch die ChromoTek GmbH war für den amerikanischen Markt von großem Interesse. Proteintech erwarb das Biotech-Unternehmen im Jahre 2020. Der Verkaufserlös wurde nicht veröffentlicht.

## Lage und Nachbarschaft

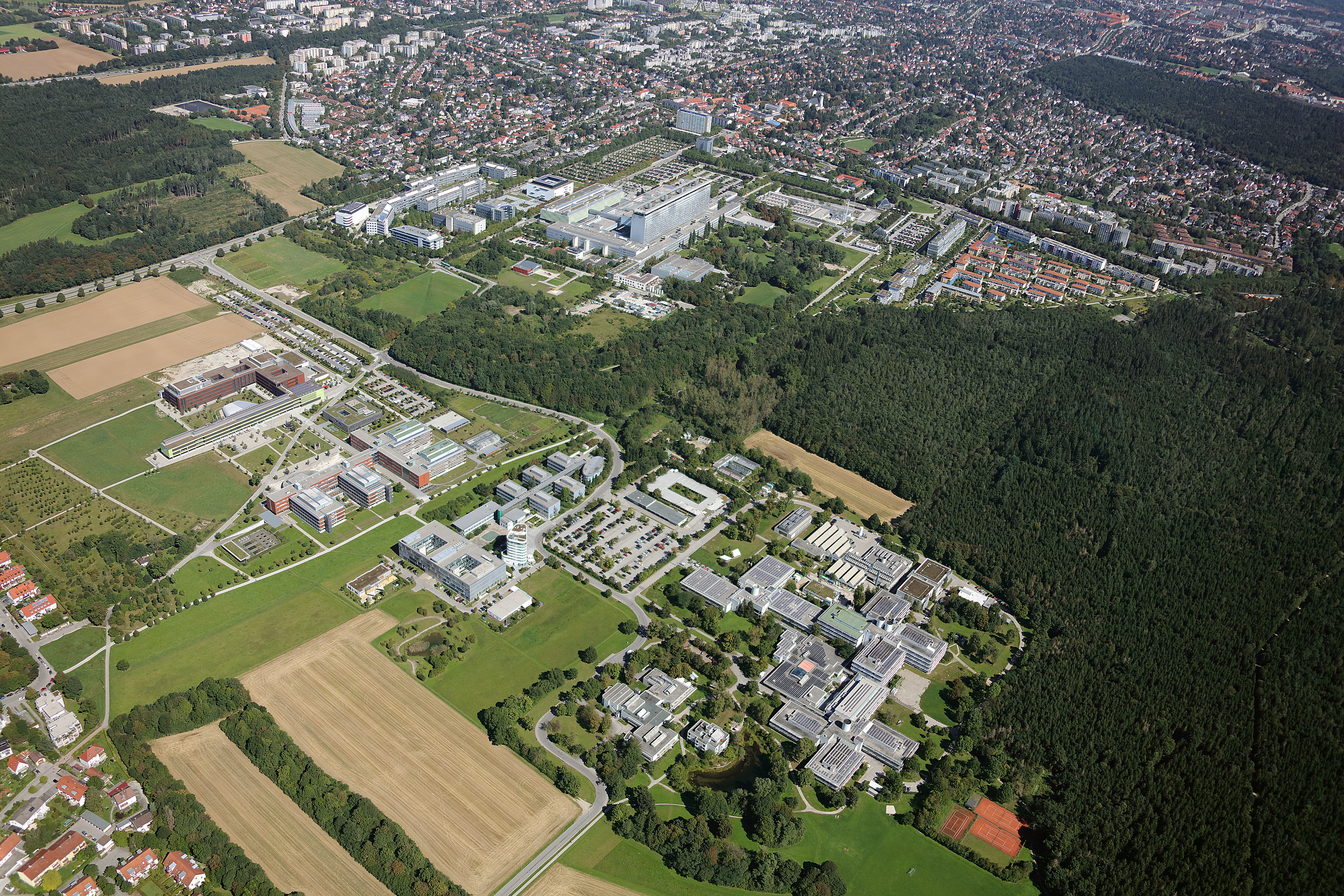
Luftbild vom Campus Martinsried mit dem Klinikum Großhadern im Hintergrund

Das IZB ist Teil des Campus Martinsried. Dazu gehören das Max-Planck-Institut für Biochemie und das Max-Planck-Institut für biologische Intelligenz sowie zahlreiche Forschungseinrichtungen (Fakultäten für Pharmazie, Biologie und Chemie, das Genzentrum, BioSysM, das Hämatologikum des HemholtzZentrums, das Zentrum für Schlaganfall- und Demenzforschung, das Zentrum für Neuropathologie und Prionforschung sowie das neurologische Forschungszentrum) der Ludwig-Maximilians-Universität München (LMU). Auch das im Oktober 2015 eröffnete Biomedizinische Centrum BMC befindet sich am Campus Martinsried. Nicht weit entfernt ist der Campus Großhadern der LMU.
Das IZB befindet sich im Landkreis München in der Gemeinde Planegg im Ortsteil Martinsried. Es ist von München aus ab der U-Bahn-Haltestelle Klinikum Großhadern mit der Buslinie 266 zu erreichen. Mit dem Individualverkehr ist das IZB nördlich über die A 96 (Ausfahrt München-Blumenau), östlich über die A 95 (Ausfahrt München-Kreuzhof) und aus München über die Waldfriedhof- und Würmtalstraße zu erreichen.

## Auszeichnungen
Im Jahr 2006 wurde das deutsche Biotech-Unternehmen Morphosys im Rahmen der Initiative „Land der Ideen“ ausgezeichnet, Anfang 2007 der Ableger des IZB in Weihenstephan und kurz darauf folgten mit Bio-M eine der treibenden Kräfte bei der Entwicklung des Standorts Martinsried und mit 4SC eines der dort angesiedelten Unternehmen.
Die SpheroTec GmbH belegte 2007 den ersten Platz beim Science4Life Venture Cup.
2011 wurde Amsilk als „Ort im Land der Ideen“ ausgezeichnet und Leukocare erhielt den von Frost & Sullivan renommierten Biotechnology Investment Opportunity Award.
Die Firma ibidi gewann im Jahr 2013 den Innovationspreis der deutschen Wirtschaft in der Kategorie „Mittelständisches Unternehmen“. und wurde im Rahmen der Initiative „Land der Ideen“ ausgezeichnet. Die Chromotek GmbH gewann 2013 den Industriepreis für das wegweisende Chromobody Verfahren.
2014 gewann Modag den PEP Award in der Kategorie „Early stage start-up projects“. 2015 erhielt 4GENE den ACHEMA-Gründerpreis. Mit „Duft auf Abruf“ konnte sich das Unternehmen in der Sparte Industrielle Biotechnologie durchsetzen.
Das Unternehmen AMSilk wurde außerdem im Jahr 2017 als eines der 50 innovativsten Unternehmen der Welt ausgezeichnet. EpiQmax wurde in 2018 mit dem EIT Health Headstart Award und dem MIT:FUTURA Preis 2018 ausgezeichnet und GNA gewann den Disruptive Technology Award 2018 in Chicago.
2019 gewann Eisbach Bio den EIT Health Headstart Award 2019 und 2020 erhielt Preomics den EuPA Startup Company Award 2020 und Sirion den Gold Stevie business award 2020.